# Новоселки (Малоярославецький район)
Новоселки (рос. Новоселки) — присілок в Малоярославецькому районі Калузької області Російської Федерації.
Населення становить 1 особу. Входить до складу муніципального утворення Присілок Захарово.

## Історія
Від 2004 року входить до складу муніципального утворення Присілок Захарово.

## Населення
1. Н/Д[2]